# George Bryant
George Phillip "Phil" Bryant (Melrose, Massachusetts, 22 de febrer de 1878 - Marshfield, Massachusetts, 18 d'abril de 1938) fou un arquer estatunidenc que va prendre part en els Jocs Olímpics de 1904.
En aquests Jocs guanyà tres medalles, dues d'or, en les proves de ronda York i ronda Americana, i una de bronze en la prova per equips.
Posteriorment Bryant fou campió nacional de tir amb arc el 1905, 1909, 1911 i 1912. Fou el president del Comitè Organitzador dels Jocs Olímpics de Los Angeles.
Era germà del també arquer Wallace Bryant.